# Heksejagten
Heksejagten er 2. bind i serien Sagaen om Isfolket af den norske forfatter Margit Sandemo. Bogserien blev udgivet fra 1982 til 1989. Bogserien er en familie saga, der følger slægten Isfolket gennem århundreder.

## Handlingen
I denne bog følger vi igen Tengel og Silje. De har nu i nogle år levet i Isfolkets dal, som ligger afsides og uden kontakt til omverdenen. Tengel og Silje længes ud, men har dog affundet sig med at de er i sikkerhed her. De nyder deres tre børn, Sol, Dag og deres egen datter Liv. Sol er ligesom Tengel en af Isfolkets ramte, og hun har overnaturlige evner. Sol tilbringer mere og mere tid sammen med den gamle og onde heks Hanna til Tengel og Siljes store bekymring. Men katastrofen truer, Heming Fogeddræber er igen kommet i vanskeligheder og i forsøg på at redde sit eget skind, sladrer han om Isfolkets hemmelige tilholdssted. Heldigvis når Tengel og hans nærmeste familie at flygte, da soldaterne tropper op for at brænde Isfolket og deres boliger af. Vi følger nu den lille familie og deres trængsler med at overleve fattigdom og undgå tilfangetagelse.

## Hovedpersoner
- Silje Arngrimsdatter
- Tengel den gode af Isfolket
- Sol Angelica af Isfolket
- Charlotte Meiden

### Fødsler/dødsfald
- Født: Are af Isfolket
- Død: † Hanna, Grimar

## Andre udgaver

### Lydbog Mp3
- Isfolket 02 - Heksejagten
- Indlæst af: Anne Lynggård
- Spilletid: 6 timer og 55 minutter
- ISBN 9788776772222

### Lydbog CD
- Isfolket 02 - Heksejagten
- Indlæst af: Anne Lynggård
- Spilletid: 6 timer og 55 minutter - 6 CD´er
- ISBN 9788764500660